# Luoghi delle Cronache di Narnia
Elenco delle principali ambientazioni della saga fantasy delle Cronache di Narnia, scritta da C. S. Lewis.

## Calormen

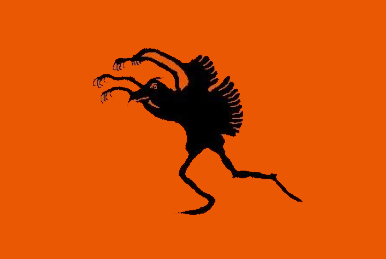
La bandiera dell'impero

Calormen è un vasto impero situato nella parte meridionale del continente. La maggior parte dell'impero possiede un clima semi-arido, poiché gran parte del suo territorio è desertico. A nord, al confine con Archenland è presente il Grande Deserto, il quale contiene antichi monumenti e strutture funerarie. Ad est Calormen è bagnata dalla Baia di Calormen. A sud invece è presente una grande pianura, la Piana Meridionale, una terra molto fertile ed urbanizzata. Il più importante centro culturale è il Fiume Calormen lungo il quale si svilupparono numerose città e coltivazioni. Inoltre la capitale Tashbaan si trova su un'isola nel suo delta. Altre città degne di nota sono Azim Balda, la quale si trova nel centro del paese nel mezzo delle principali vie di comunicazione, e Teishbaan, la quale si trova ad occidente.
Calormen fu fondata da un gruppo di fuorilegge esiliati da Archenland, i quali si recarono a sud e trovarono una ricca terra inabitata che colonizzarono. Gli uomini si posero sotto la guida di un leader spirituale, chiamato "Tisroc", il quale ha dichiarato di discendere dal dio Tash. Nel 300, a causa dell'aumento della popolazione, i calormeniani colonizzarono il territorio di Telmar ma assunsero comportamenti così atroci ed ignobili che Aslan li tramutò in bestie dopo soli due anni. Nel 460, le famiglie calormeniane rimaste nella colonia dopo la caduta, si mischiarono con un gruppo di pirati giunti dal Mare del Sud attraverso un portale; per questo motivo il futuro regno di Telmar rimarrà alleato di Calormen. Quando la capitale, Tashbaan, raggiunse una notevole estensione, i suoi abitanti si espansero a sud e ad est costruendo nuove ed imponenti città. Nonostante i Tisroc governarono col pugno di ferro il paese, durante la sua storia Calormen affrontò diverse ribellioni, la principale delle quali viene citata dal Cavallo Bree ne Il cavallo e il ragazzo, ossia la rivolta di Zalindreh.

### Tashbaan
La capitale di Calormen è la città fortificata di Tashbaan, situata nel delta del fiume Calormen nella parte meridionale del Grande Deserto che divide l'impero dalle nazioni di Archenland e dal Regno di Narnia. Tashbaan è descritta come una delle meraviglie del mondo ed è un centro molto caldo e popolato, con belle strade, magnifici e maestosi palazzi, e giardini. È costruito su un pendio naturale, che si innalza verso il palazzo del Tisroc (l'imperatore) e il grande Tempio di Tash in cima alla collina. Il palazzo dei Tisroc è considerato magnifico oltre ogni descrizione e si apre su giardini che scendono fino alla muraglia nei pressi del fiume. Tashbaan è circondata da un complesso difensivo che emerge dall'acqua ed è raggiungibile tramite lunghi ponti da entrambe le sponde, rendendolo l'unico luogo in cui è possibile attraversare il grande fiume Calormen per molte miglia. Le rive del fiume sono fiancheggiate da giardini e case di campagna. Le Tombe degli Antichi Re, ritenute infestate dai Carlomeniani, si trovano direttamente dall'altra parte del fiume rispetto a Tashbaan, ai margini del deserto.

### Calavar
Calavar è la provincia del regno di Calormen sulla quale, in Il cavallo e il ragazzo, governa Kidrash Tarkaan, padre della bella Aravis. Questa regione è bagnata dal mare e si trova nell'area meridionale dell'impero governato da Tisroc. Qui hanno sede numerosi palazzi di ricchi tarkaan e personaggi influenti sulla politica del regno e sull'economia, ma vi vivono soprattutto contadini, poveri pastori, allevatori di ovini e caprini e pescatori che sopravvivono a stenti.

### Tombe degli Antichi Re
Le Tombe degli Antichi Re compaiono in Il cavallo e il ragazzo.
È una grande necropoli che secondo le dicerie degli abitanti di Calormen e di Tashbaan fosse infestata da creature misteriose chiamate goul. Qui è il prefissato punto di ritrovo in caso di pericolo per i quattro compagni di viaggio verso il nord (Shasta, Bri, Aravis e Uinni).
Shasta dopo esser stato diviso dai suoi tre amici, riesce a raggiungere le misteriose tombe la sera, ma deve passare la notte da solo, poiché gli altri non erano riusciti ad arrivarvi prima della chiusura dei cancelli della città di Tashbaan. Il giovane trascorre una notte di incubi e strane visioni dalle quali trova sollievo solo alla vista di un grosso gatto che gli fa compagnia. Il giorno seguente si reca al fiume in cerca di cibo e frutta e per farsi il bagno. La sera, quando già pensa di mettersi in viaggio nel deserto da solo, riconosce i due cavalli venirgli incontro alle tombe. Poi aspetteranno la tarkaana Aravis, prima di riprendere il viaggio verso Narnia.

## Charn
Charn compare in Il nipote del mago ed è il luogo di origine della Strega Bianca Jadis. Si tratta in realtà di un luogo non di Narnia, bensì di un mondo parallelo ad essa ed al nostro, e molto più antico, tanto che il sole che lo illumina ha una diversa conformazione. Quando Digory e Polly raggiungono Charn grazie agli anelli magici dello zio Andrew, trovano le rovine di una civiltà molto antica e fiorente, ma ormai completamente estinta. Spinto dalla curiosità, il ragazzo segue delle misteriose indicazioni e suona una campanella magica, che subito fa risvegliare una statua lì vicino, che si presenta come Jadis, Regina di Charn. La donna racconta loro di essere l'ultimo membro della casa reale che governava quel mondo e che molti anni prima ingaggiò una feroce guerra civile con la sorella (una strega come lei), che le contendeva il trono; Jadis stava per essere sopraffatta dall'esercito nemico, ma, pur di non piegarsi, pronunciò una formula magica potentissima e segreta, la "Parola deplorevole", che sterminò ogni forma di vita su Charn, eccetto Jadis stessa; questa, per sopravvivere nei secoli successivi, si tramutò in pietra, predisponendo però una campana magica che, suonata da un ignaro viaggiatore (come appunto Digory), un giorno l'avrebbe risvegliata.
Digory e Polly lasciano Charn subito dopo, portando con sé anche Jadis, la quale ha mire di conquista verso altri mondi. Alla fine del libro, Aslan invita Digory a riflettere sulle sorti di Charn, mondo caduto in rovina per l'avidità e la violenza, che, con l'abbandono di Jadis, è morto una volta per tutte, tanto che dalla Foresta di Mezzo non è più possibile raggiungerlo, essendo il suo portale - uno stagno - essiccato.

## Foresta di Mezzo
La Foresta di Mezzo compare in Il nipote del mago. Questo particolare luogo viene esplorato per la prima volta da Digory Kirke e Polly Plummer, come raccontano nel primo libro delle Cronache di Narnia. Questa foresta è un luogo di transizione che conduce tramite numerosi stagni negli altri mondi esistenti. Questa foresta è assai calma, vi regna il silenzio e un caldo soporifero, infatti, questo clima ha dei particolari effetti su Digory e Polly, che a prima vista non si riconoscono e non si rendono neppure conto della loro presenza in quel luogo e di tutto ciò che era passato prima del loro arrivo nella foresta.
(Digory)

## Galma
Galma è una grande isola nel mondo di Narnia, situata appena al largo della costa del Regno di Narnia, all'esterno della Baia di Calormen.. Essa è di notevoli dimensioni e, data la sua vicinanza a Narnia, ha mantenuto quasi sempre relazioni amichevoli con essa. La data esatta di colonizzazione della terra non è citata, ma probabilmente è abitata dagli esseri umani fin dai tempi antichi, i quali l'hanno raggiunta facilmente essendo non tanto distante dalla costa orientale del continente.
Galma è un regno prevalentemente pacifico. Essa infatti è rimasta neutrale, anche grazie alla sua posizione, dalla creazione del mondo fino alla fine dell'Epoca d'oro di Narnia divenendo importante crocevia per i commerci marittimi. Quando Narnia cadde in uno stato di anarchia, perse la sua influenza sul Grande Mare Orientale ed è probabile che Galma sia diventata alleata commerciale di Calormen. Durante la dominazione Telmarina di Narnia, Galma mantenne il suo stato di ducato e divenne alleata di Telmar. Per questo motivo è probabile che fornì sostegno militare ai telmarini durante la rivoluzione Narniana che portò alla liberazione del regno (nel film Le cronache di Narnia - Il principe Caspian l'isola viene citata tra le sostenitrici dell'esercito di Telmar per la Seconda Battaglia di Beruna).  
Durante Il viaggio del veliero, l'equipaggio di re Caspian X si fermò per una settimana a Galma. Il Duca infatti aveva organizzato un grande torneo per Caspian ed avrebbe voluto che il sovrano si fosse unito in matrimonio con sua figlia. Tuttavia, il Narniano non la trovò attraente.

## Ettinsmoor

### Geografia
Si trova a nord del Regno di Narnia, a ovest della Baia di Calormen, a est della regione Selvaggia Occidentale, a sud delle Terre Selvagge del Nord, delimitata a sud dal Fiume Shribble e a nord dal Grande Fiume Settentrionale. È l'unica nazione ufficiale (come riconosciuto dal Regno di Narnia) nelle Terre Selvagge del Nord. Anche se le Terre Selvagge del Nord alla fine sono considerate un paese separato a nord di Ettinsmoor. Il paese è una brughiera aspra e sassosa, attraversata da numerosi ruscelli e fiumi. Sono diffusi animali selvatici come oche selvatiche, cervi, lupi ed aquile. Una delle principali attrazioni del paese, oltre al ponte in rovina e alla città, è anche l'attuale castello di Harfang dove vivono i cosiddetti Giganti Gentili.

### Società
Gli Ettins erano una volta una specie sofisticata di Giganti che costruì antiche città e ponti a Ettinsmoor e nel paese vicino dei Giganti, le Terre Selvagge del Nord durante l'Era della Conquista. Tuttavia, durante l'Era dell'Inverno, i Giganti divennero selvaggi e incivili. Gli abitanti di Ettinsmoor divennero famosi per la loro stupidità e il loro temperamento vizioso. Fisicamente, quando stavano fermi assomigliavano a formazioni rocciose, il che li aiutava a mimetizzarsi nell'ambiente arido.
È possibile che la ragione per cui un tempo i Giganti erano sofisticati è perché potrebbero essere stati governati da Jadis, la Strega Bianca, che aveva sangue di Gigante in lei. Quando Jadis arrivò per la prima volta a Narnia, fu bandita nel nord, dove rimase per 900 anni. È possibile che durante quel periodo governasse i Giganti e li costrinse a costruire l'antica città che ora giace in rovina. Dopo essere tornata e aver conquistato Narnia, molto probabilmente lasciò i Giganti nel loro paese dove, senza la sua guida, i Giganti degenerarono nella loro natura brutale.

### Storia
I Giganti del nord razziarono regolarmente i loro vicini meridionali di Narnia per molti anni durante l'Età dell'Oro. Il Sommo Re Peter, durante una spedizione nel nord, dichiarò infine guerra alla parte orientale della nazione riconoscendola come una nazione indipendente, Ettinsmoor (essendo una regione precedentemente senza nome). Ha sconfitto i Giganti in una guerra nell'anno di Narniano 1014, e con questo, furono costretti a riconoscere la corona dell'Impero Narniano, ponendo il fiume Shribble era la sua frontiera settentrionale. Gli abitanti di Ettinmoor, tuttavia, non furono in grado di stabilire un sistema politico duraturo e continuarono il loro stile di vita selvaggio e anarchico, e durante la seconda metà dell'Era Oscura di Narnia, la parte orientale della nazione cessò di far parte del territorio di Narnia poiché la stessa Narnia era in declino. Nell'Era dell'Esplorazione, gli Ettin avevano ripreso nuovamente le invasioni del territorio di Narnia al tempo di Caspian X, che li sconfisse nel 2304 e li costrinse a rendere omaggio a Cair Paravel. A questo punto, la parte orientale di Ettinsmoor fu reincorporata nell'Impero Narniano come Baronia. Mentre nei tempi antichi i giganti del nord rappresentavano storicamente una minaccia per Narnia e Archenland, nei secoli successivi divennero un semplice fastidio. Tuttavia, durante l'Età Tarda, fuorilegge di varie specie di Narnia si ribellarono, ma furono sconfitti ed esiliati. Questi migrarono e si stabilirono proprio ad Ettinsmoor.
Nel 2534, il padre di re Erlian di Narnia costruì tre torri di guardia nella Pianura della Lanterna, per proteggere Narnia dagli attacchi dei fuorilegge del nord, ma non è noto se questi fuorilegge fossero giganti o meno. Quando i giganti attaccarono le postazioni narniane, re Erlian fu ferito e alla fine morì. Tirian prese presto il posto di suo padre.

## Isole Solitarie

### Geografia
L'arcipelago delle Isole Solitarie è costituito dalle isole di Felimath, Doorn e Avra. L'insediamento principale è la capitale di Narrowhaven situata sull'isola di Doorn. L'isola di Avra è molto popolata ed ha un buon porto nella sua parte meridionale. Felimath è per lo più disabitata, con basse colline e pochi alberi, e ricoperta di erba e trifoglio.

### Popolazione
La popolazione principale delle Isole Solitarie è concentrata su Doorn e Avra. La città più grande è Narrowhaven, anche sede del governatore. La popolazione è composta principalmente da esseri umani discendenti dagli abitanti umani originari di Regno di Narnia. Nelle isole vivevano anche molti Calormeniani. Molti schiavi vivevano a Doorn e Avra, e gli schiavisti frequentavano il mercato degli schiavi a Narrowhaven. La nobiltà aveva per lo più i suoi possedimenti sull'isola di Avra.

### Storia
Le Isole Solitarie furono originariamente colonizzate dai discendenti del re Frank I e della regina Elena durante l'era delle conquiste di Narnia. Agli inizi del IV secolo un drago cominciò a terrorizzare gli abitanti. Re Gale di Narnia, nono discendente di Frank I, liberò le isole uccidendo il drago nel 302. In cambio, gli isolani riconoscenti lo nominarono loro imperatore. Gale nominò un governatore delle isole come suo rappresentante. Le isole rimasero sotto il dominio del Regno di Narnia durante il regno di Jadis (i cui titoli includevano Imperatrice delle Isole Solitarie), e potrebbero aver vissuto il suo inverno senza fine come Narnia.
Prima della conquista di Narnia da parte di Telmar, le isole erano ignorate dai Narniani. A Narrowhaven si sviluppò un notevole commercio di schiavi e si diffuse la corruzione. Calormen di fatto ottenne il controllo dell'arcipelago e il Castello del Governatore cadde in rovina. Intorno alla metà del ventiduesimo secolo, le Isole Solitarie cessarono di pagare il tributo annuale dovuto al re di Narnia.
Verso la fine del ventitreesimo o l'inizio del ventiquattresimo secolo, Gumpas divenne l'ultimo governatore delle isole. Già noto per un atteggiamento indulgente nei confronti della schiavitù nelle isole, il governo sotto Gumpas divenne noto per la corruzione, la mancanza di disciplina e i rapporti dubbi con l'Impero di Calormen. La crescente burocrazia ha ostacolato qualsiasi tentativo di riforma; sebbene alcuni, in particolare Lord Bern, chiedessero costantemente la fine della tratta degli schiavi. Gumpas ha dedicato molto tempo alla stesura di grafici e rapporti per il consiglio.
Quando Caspian X visitò le isole nel 2306, rimosse Gumpas dalla carica di governatore e pose fine all'incarico vecchio di duemila anni. Stabilì un ducato, con Lord Bern come primo duca. Caspian pose fine anche alla tratta degli schiavi nelle isole chiudendo il mercato degli schiavi a Narrowhaven. Questa mossa inasprì rapporti con Calormen.

## Mondodisotto
Il Mondodisotto (in originale Underland) è una vasta realtà sita al di sotto della superficie di Narnia. Racchiude varie regioni, site a diversi livelli di profondità. L'ingresso attraverso il quale Jill, Eustachio e Pozzanghera, i protagonisti de La sedia d'argento, scendono al primo livello si trova in una brughiera desolata, molto a nord di Narnia. Indi essi trovano un vasto reame segreto, formato da bui tunnel e cunicoli, nei quali si celano tesori nascosti e misteriose creature assopite. Qui regna una sinistra strega vestita di verde, che al suo servizio tiene schiere di gnomi, assoggettati dalle sue arti magiche. Questi ultimi a loro volta sono originari di un livello ancora più profondo del Mondodisotto, da essi chiamato Bism o Regno Profondo (in contrapposizione al dominio della strega, che chiamano Regno Poco Profondo), una regione magica in cui vivono salamandre parlanti e le gemme sono frutti vivi e succosi, non freddi minerali.

## Regno di Narnia
Narnia è un mondo creato da Aslan, il Grande Leone, che col suo canto magico fa sorgere la terra dalle tenebre e suscita la vita in essa, popolandola di animali parlanti e creature fantastiche. Narnia viene distrutta dallo stesso Aslan in L'ultima battaglia, dopo circa 2500 anni di esistenza. Narnia è solo una, ancorché la più importante, delle regioni di un universo fantastico più vasto creato da Lewis. Narnia viene descritta sempre come una terra rigogliosa, piena di foreste vergini e corsi d'acqua, con una nutrita vegetazione e una fauna variegata. Pochi sono gli insediamenti artificiali, fra cui i castelli di Cair Paravel e quello della Strega Bianca. Gli esseri umani non sono una delle specie create da Aslan all'inizio della storia per popolare Narnia, infatti quei pochi che compaiono nella saga sono tutti originari del nostro mondo oppure discendenti di uomini finiti a Narnia attraverso portali magici. Sono invece le regioni a sud di Narnia (Archen e Calormen), ad essere abitate prevalentemente da umani. Tuttavia, per volontà di Aslan, i re di Narnia sono tutti umani (eccetto la Strega Bianca, sua nemica in Il leone, la strega e l'armadio, insediatasi come regina illegittimamente). Al contrario, il paese è popolato da un gran numero di animali, fra cui parecchi dotati della parola e dell'intelletto grazie alla magia di Aslan, e da creature fantastiche e mitologiche, come i nani, i fauni e i centauri, e spiriti della natura, come Sileno e le driadi. A sud Narnia confina con la Terra di Archen, un regno montagnoso con capitale Anvard, i cui abitanti, tradizionalmente amici di Narnia, sono discendenti di Frank e sua moglie Helen, i primi umani stabilitisi nel paese. Ancora più a sud si stende un vasto deserto, oltre il quale si trova il grande regno di Calormen, i cui bellicosi sovrani invece nutrono ambizioni di conquista verso il settentrione e si scontrano con i Narniani in Il cavallo e il ragazzo e in L'ultima battaglia. A nord di Narnia invece si trovano vaste lande desolate e semideserte, abitate da giganti; sono regioni oscure e minacciose, ove si nascondono e tramano nell'ombra i peggiori antagonisti del reame, quali la Strega Bianca (che prima di conquistare Narnia si è creata un proprio regno nel nord) e la Signora dalla Veste Verde, padrona di un tenebroso regno sotterraneo chiamato Mondodisotto. Ad est si stende invece un vasto oceano in cui vi sono varie isole, tra cui l'arcipelago delle Isole Solitarie, politicamente dipendenti dal reame di Narnia, e più oltre, il Regno di Aslan. Come raccontato in Il viaggio del veliero, il mondo di Narnia è piatto e si trova al centro di un universo geocentrico. Il firmamento costituisce una sorta di cupola che sovrasta la terra, toccandola nei suoi estremi. La luna che illumina la notte sembra essere più grossa di quella del nostro mondo.

### Beruna
Beruna è uno dei pochi insediamenti artificiali del reame di Narnia. Si tratta di una cittadina eretta nei pressi dei guadi del Grande Fiume, in una posizione di importanza strategica. I Telmarini costruiscono un ponte in prossimità di Beruna. Ivi i Narniani combattono due importanti battaglie per la propria libertà: quella contro la Strega Bianca in Il leone, la strega e l'armadio e quella contro i Telmarini in Il principe Caspian.

### Cair Paravel
(Il leone, la strega e l'armadio, capitolo 17)
Cair Paravel è un castello di Narnia, sede dei quattro re di Narnia de Il leone, la strega e l'armadio e poi dei re della dinastia di Caspian da Il principe Caspian fino a L'ultima battaglia. In inglese antico cair vuol dire "corte" e paravail "minore". Cair Paravel sorge presso la foce del Grande Fiume. In Il leone, la strega e l'armadio, Jadis la Strega Bianca, l'illegittima e tirannica regina di Narnia, si fa titolare "castellana di Cair Paravel", ma quel castello appare abbandonato e in rovina da lungo tempo, mentre lei governa da una sua fortezza, situata altrove. Nei libri non viene spiegato quando Cair Paravel sia stato eretto e da chi, ma, trovandosi in esso quattro troni reali, potrebbero essere stati gli uomini della stirpe di Frank e Helen, i Primi Re, poi spodestati e cacciati dal paese dalla Strega Bianca. Su questi troni, secondo una profezia, siederanno "due figli di Adamo e due figlie di Eva", e allora il dominio della Strega Bianca avrà termine. Tale profezia si avvera al termine del libro: i quattro

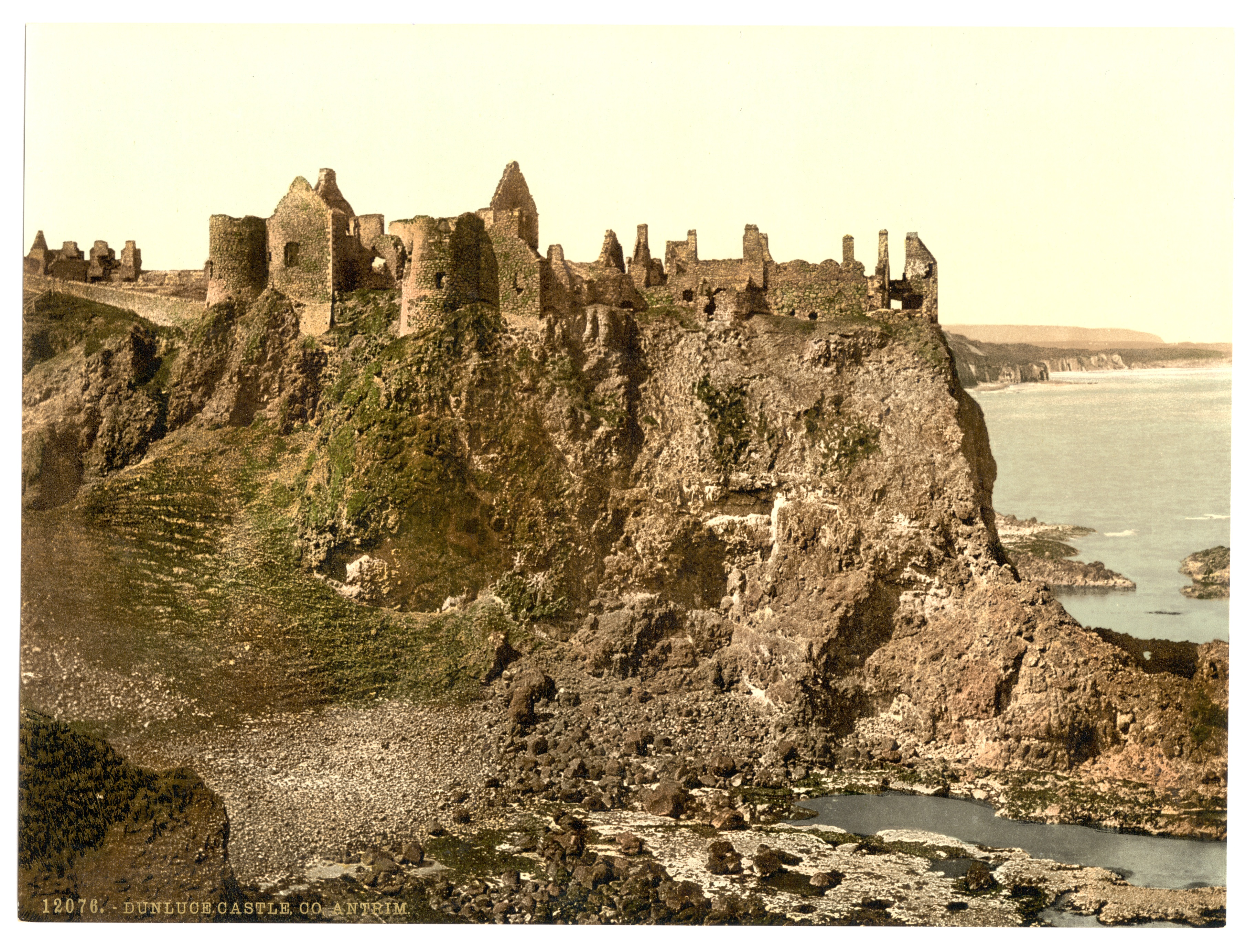
Il castello di Dunluce, ispirazione per la capitale del Regno di Narnia Cair Paravel (1890).

fratelli Peter, Susan, Edmund e Lucy vengono incoronati da Aslan, il Grande Leone, re e regine di Narnia e pongono a Cair Paravel, restaurato dalla magia di Aslan, la loro sede. Gli anni di pace e prosperità del loro regno verranno ricordati negli altri libri come "Età d'oro". Circa mille anni dopo la fine dell'Età d'oro, il reame di Narnia viene invaso e assoggettato dai bellicosi uomini di Telmar. I nuovi re sono della dinastia di Caspian I il Conquistatore, il cui discendente Caspian VI fa costruire un nuovo castello da cui governare il paese. Per la seconda volta Cair Paravel viene abbandonato, ed è in questo triste stato, di rovina coperta di vegetazione selvatica su di un'isola nel fiume, che i quattro fratelli Pevensie (i protagonisti del Leone, la strega e l'armadio, poi divenuti re alla fine del libro) lo ritrovano in Il principe Caspian, quando il magico corno di Susan li richiama a Narnia. Con la sconfitta degli oppressori telmarini però il nuovo re benedetto da Aslan, Caspian X, farà ritorno a Cair Paravel, che viene restaurato e diventerà la fortezza della capitale di Narnia. In L'ultima battaglia la grande città attorno a Cair Paravel viene però attaccata dal mare dagli invasori calormeniani e presa a sacco. Segue il destino del resto di Narnia venendo distrutto, ma nella "Vera Narnia", aperta da Aslan alla fine della saga, se ne troverà uno uguale.

### Casa di Aslan
La Casa di Aslan (in originale: Aslan's How) compare in Il leone, la strega e l'armadio e in Il principe Caspian. È una collina incantata sulla quale sorge la Tavola di Pietra, una grande lastra, sopra la quale è scritta la Grande Magia, o Antica Legge, dettata all'inizio dei tempi dal padre di Aslan, l'Imperatore d'Oltremare. È appellandosi proprio a questa legge che, in Il Leone, la strega e l'armadio, la Strega Bianca pretende l'esecuzione del giovane Edmund Pevensie, reo di tradimento, sperando così di scongiurare una profezia che la vorrebbe spodestata allorché due figli di Adamo (uno dei quali è appunto Edmund) e due figlie di Eva siederanno sui quattro troni di Cair Paravel; Aslan non può violare questa legge, ma per salvare Edmund offre alla Strega di prendere la sua vita invece di quella del ragazzo, ed ella accetta. La notte seguente la Strega Bianca uccide appunto il Grande Leone sulla Tavola di Pietra, ma a sorpresa all'alba la Tavola si infrange e Aslan risorge. Infatti il suo sacrificio spontaneo per salvare un peccatore gli ha consentito di sconfiggere la morte.
Nei secoli successivi la Casa di Aslan continua ad essere riverita come luogo sacro e rifugio per i perseguitati. Vi viene eretto un tumulo e la pietra magica viene posizionata al centro delle gallerie e dei cunicoli nascosti sotto di esso, i quali a loro volta fungono da magazzino e nascondiglio.

### Castello di Jadis
Il Castello di Jadis, la Strega Bianca, compare in Il leone, la strega e l'armadio. Si tratta della roccaforte dalla quale la regina di Narnia governa sul suo dominio; benché infatti si definisca "castellana di Cair Paravel", ella non risiede in quel secondo castello, che lascia invece andare in rovina. Il suo castello è freddo e ghiacciato, similmente all'intero regno di Narnia, che dalla Strega è maledetto a restare sotto il morso di un inverno perenne. Da lì inoltre partono le attività della sua polizia segreta e del suo esercito. Inoltre vi si trovano le segrete in cui imprigiona i suoi oppositori, nonché un vasto cortile ove espone le creature che ella ha tramutato in pietra. Viene distrutto dopo la caduta della Strega Bianca.

### Castello di Miraz
Il Castello di Caspian, rinominato in Castello di Miraz con la salita al trono di re Miraz, è la roccaforte dei re di Telmar, che si erano imposti come padroni di Narnia sotto re Caspian I il Conquistatore. È sito nei pressi delle rovine del Castello della Strega Bianca. Fatto erigere da Caspian VI (che gli ha anche dato il nome), è passato poi ai suoi successori, fino a Caspian IX, assassinato da suo fratello Miraz, usurpatore del trono. Anche Caspian X, dopo la caduta dello zio Miraz e la sconfitta dei Telmarini in Il principe Caspian, governa per un po' di tempo da questo castello, ma poi si trasferisce a Cair Paravel, sede tradizionale dei re di Narnia.

### Giardino segreto
Il Giardino Segreto compare in Il nipote del mago e L'ultima battaglia.
Digory si reca in questo giardino per obbedire alla richiesta del leone Aslan. Il ragazzino aveva, senza volerlo, portato a Narnia la strega cattiva Jadis, che presto avrebbe minacciato il regno, perciò era in debito verso il re di Narnia ed aveva intenzione di aiutarlo.

Arrivò al giardino grazie all'aiuto del cavallo alato Piumino e dell'amica Polly. Poi colse la Mela del Giardino Segreto ed ignorando le astuzie della strega Jadis che aveva incontrato nel giardino, fece ritorno dal leone e piantò l'albero che in futuro avrebbe protetto Narnia, così, guadagnandoci anche una mela magica per guarire la madre malata.

## Sette Isole
Le Sette Isole formano un arcipelago nell'Oceano Orientale, più vicino alla costa di Narnia rispetto alle Isole Solitarie, ma non è specificato se anch'esse siano legati alla corona di Narnia. L'insediamento più importante delle Sette Isole è la città portuale di Redhaven, sull'isola di Brenn.

## Telmar

Bandiera di Telmar

Telmar era originariamente una colonia instabile di Calormen situata oltre la catena delle Montagne Occidentali. Tuttavia, dopo il decadimento della sua società e della sua popolazione, la sua struttura politica alla fine si dissolse. Alla fine fu abbandonata del tutto a causa dei successivi secoli di disordini e, infine, di una carestia.

### Origine del nome
Il nome "Telmar" potrebbe derivare dalla parola greca Tel, che significa "Lontano", e Mare, parola latina per "Mare". Dato che i Telmarini vengono da molto lontano, sono in realtà discendenti di pirati. In alternativa, almeno per quanto riguarda i Telmarini ispirati al Conquistador dei film, il nome potrebbe essere una corruzione dello spagnolo del mar (de + el mar: "di/dal mare").

### Storia

Blackjack, la bandiera dei pirati

Gonfalone dell'esercito Telmarino

Telmar, all'estremo ovest del Regno di Narnia, fu colonizzata per la prima volta dai coloni Calormeni nell'anno 300 di Narnia. Dopo soli due anni, però, Aslan trasformò la maggior parte degli abitanti in bestie stupide a causa del loro comportamento atroce. Gli animali trasformati e senza voce si uccusero presto a vicenda e la società crollò. I pochi che non furono annientati iniziarono un'esistenza anarchica.
158 anni dopo, nel 460, dodici pirati del Mare del Sud della Pianeta Terra naufragarono su un'isola. Lì uccisero gli indigeni e presero le donne indigene come loro mogli. Un giorno i pirati litigarono e sei di loro furono costretti a fuggire con le rispettive famiglie. Fuggirono su una montagna al centro dell'isola e si rifugiarono in una grotta magica, uno degli ultimi passaggi mistici della Terra tra i mondi. I sei pirati caddero nella terra di Telmar, che allora era disabitata. Questi crebbero in numero, e alla fine la maggior parte di loro invase Narnia nell'anno 1998, dopo aver lasciato Telmar a causa di secoli di dispute domestiche e infine una carestia. L'invasione dei Telmarini fu resa possibile, in parte, dal fatto che il Regno di Narnia, stava attraversando un'età di decadimento. I Telmarini rimasti a Telmar iniziarono a ripopolare la nazione e gradualmente posero fine alla carestia. I Telmarini, il cui paese aveva solo bestie mute, erano spaventati dalle magiche bestie parlanti di Narnia e tentarono di sterminarle. Tuttavia, nell'anno 2303, questi "Vecchi Narniani" in esilio, che avevano vissuto nascosti fin dall'inizio del regime dei Telmar, iniziarono una Rivoluzione e sconfissero i Telmarini.
Dopo la Rivoluzione Narniana, Aslan e re Caspian X tennero una conferenza, informando i Telmarini che coloro che non sarebbero voluti rimanere a Narnia potevano uscire attraverso un portale creato da Aslan, verso il loro mondo natale originale. I Telmarini-Narniani che lasciarono Narnia migrarono di conseguenza verso la loro isola originaria nel Mare del Sud, da dove i loro antenati provenivano secoli fa come malvagi pirati dalla Terra, che apparentemente erano l'80%. Il destino di questi Telmarini-Narniani defunti rimane sconosciuto. Secondo Aslan, la razza originaria dei pirati si era estinta da tempo, e quindi i Telmarini in esilio non erano così vulnerabili, quando furono rimandati sulla Terra in una terra abbondante che non era stata ancora scoperta dal popolo della Terra. Il restante 20% dei Telmarini fu eletto per rimanere a Narnia, dove ormai la nazione stessa si era ripopolata e si era completamente ripresa dall'Età Oscura. Telmar fu poi visitata da Caspian X, insieme a un piccolo esercito di suoi seguaci, che negoziò con il governo locale per diventare una colonia, e il suo confine occidentale divenne la frontiera occidentale dell'Impero di Narniano, ponendo così fine alla sua fedeltà a Calormen.
La regione delle Terre Selvagge Occidentali tra le due nazioni rimase disabitata, poiché poteva essere attraversata solamente da un sentiero nella gola nell'Archenland.

## Terebinthia
Terebinthia è la più estesa isola dell'Oceano Orientale, sita ad est delle coste narniane, la più vicina alla terraferma dopo Galma. Di essa non viene detto quasi nulla, ma, avendo un proprio re, è presumibilmente uno stato sovrano, indipendente da Narnia e Calormen.

## Archenland

### Geografia

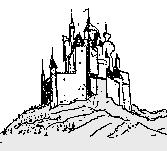
La capitale di Archenland: Anvard

Archenland è uno stato prevalentemente montuoso ma possiede anche delle pianure. Il territorio è separato dal Regno di Narnia a nord dal fiume Archen e dal Torrente Glasswater. Ad est è bagnato dal Grande Mare Orientale e dalla Baia di Calormen, a sud invece confina con il Grande Deserto e Calormen mentre ad ovest con Telmar. Il castello di Anvard viene citato la prima volta come capitale del regno nell'anno narniano 1014.
Il castello non era dotato di fossato ma di imponenti bastioni. La rocca era sede dei re e della nobiltà ed era fatto di pietre rosso-marroni e situato su un prato verde di fronte a un'alta cresta boscosa. Esso è situato nel Passo di Anvard ed era l'unico luogo abitato menzionato nelle cronache, anche se probabilmente esistevano altri piccoli villaggi.

### Storia

Bandiera di Archenland

Archenland, come nazione, esisteva prima del regno di Re Frank I e della Regina Elena di Narnia, dopo che la sua creazione fu decretata da Aslan, sebbene non avesse abitanti umani.
Durante il regno di Frank I e dei successivi monarchi narniani, Archenland era sotto il controllo del Regno di Narnia. Nel 180, il secondo figlio di Frank V, Col, condusse i primi abitanti umani ad Archenland, separandolo dal Regno di Narnia, ma rimanendo all'interno dell'Impero Narniano. Col divenne il primo monarca del paese e si intitolò Re Col.
Durante il regno di Jadis (900-1000), la posizione politica di Archenland è incerta. Si ritiene che la popolazione umana nel Regno fosse estranea alla situazione narniana. L'Età dell'Oro, sotto il regno dei monarchi Pevensie di Narnia e Lune di Archenland, contribuì a rafforzare l'alleanza tra i due paesi, che in seguito sfuggirono al tentativo di attacco di Calormen sotto la guida del principe Rabadash che guidò le sue truppe nella Battaglia di Anvard. Il principe Cor, comunemente noto anche come Shasta, giocò un ruolo importante nel conflitto e in seguito divenne re dopo la morte di suo padre. Si diceva che suo figlio, Ram il Grande, fosse il più grande sovrano di Archenland.
È possibile che, dopo la scomparsa dei fratelli Pevensie, i sovrani di Archenland governassero anche Narnia. Tuttavia, durante l'invasione e l'occupazione dei Telmarini, Archenland ebbe un rapporto congelato con il paese e Telmar.
Dopo la deposizione dell'usurpatore Miraz e l'inizio dell'Era dell'Esplorazione, Caspian X visitò Re Nain ad Anvard per rinnovare il rapporto tra le due nazioni. Archenland esisteva ancora nel 2555, durante il Tardo Evo, ma fu distrutta da Aslan, insieme al resto del mondo, dopo che Calormen conquistò Narnia. Si presume che esista una versione di Archenland nel Paese di Aslan poiché sono presenti altri luoghi che rispecchiano il mondo narniano.